# غرم البيشي
غرم البيشي: هو داعية وإعلامي سعودي. عمل في عدد من القطاعات الحكومية، منها: وزارة الزراعة والديوان الملكي، أول ظهور إعلامي كان على قناة بداية.

## اعتقاله
تم اعتقاله ضمن حملة الاعتقالات السياسية السعودية يوم 10 سبتمبر 2017.

### وصلات خارجية
- قناة غرم البيشي على اليوتيوب.
- حساب غرم البيشي على تويتر.